# لوئیز مکسول
لوئیز مکسول (انگلیسی: Lois Maxwell؛ زاده ۱۴ فوریهٔ ۱۹۲۷ درگذشته ۲۹ سپتامبر ۲۰۰۷) یک هنرپیشه اهل کانادا بود.

## بخشی از فیلمشناسی
از فیلم‌ها یا برنامه‌های تلویزیونی که وی در آن نقش داشته‌است می‌توان به آثار زیر اشاره کرد.
- دکتر نو (۱۹۶۲)
- در خدمت سرویس مخفی ملکه (۱۹۶۹)
- الماس‌ها همیشگی‌اند (۱۹۷۱)
- لولیتا (۱۹۶۲)
- برده فروشی سفید
- مردی با طپانچه طلایی (۱۹۷۴)
- جاسوسی که دوستم داشت (۱۹۷۷)
- فقط بخاطر چشمان تو (۱۹۸۱)
- نمایی از یک قتل
- از روسیه با عشق (فیلم) ۱۹۶3()
- نمایی به یک قتل (۱۹۸۵)
- مونریکر (فیلم) (۱۹۷۹)
- اختاپوسی (۱۹۸۳)
- فقط دو بار زندگی می‌کنید (فیلم) (۱۹۶۷)
- گلوله آتشین (فیلم) (۱۹۶۵)
- زندگی کن و بگذار بمیرند (فیلم) (۱۹۷۳)
- گلدفینگر (۱۹۶۴)
- فرشته چهارم (۲۰۰۱)

## جوایز
برنده بهترین بازیگر تازه‌وارد زن در گلدن گلوب - ۱۹۴۷